# Ice Cycles
Ice Cycles è il secondo album in studio del gruppo musicale statunitense Platypus, pubblicato il 15 marzo 2000 dalla Inside Out Music.

## Tracce
1. Oh God – 4:16
2. Better Left Unsaid – 5:24
3. The Tower – 3:30
4. Cry – 6:15
5. I Need You – 4:17
6. 25 – 5:09
7. Gone – 6:42
8. Partial to the Bean – 10:33